# Dicyrtoma opalina
Dicyrtoma opalina är en urinsektsart som först beskrevs av James P. Folsom 1896.  Dicyrtoma opalina ingår i släktet Dicyrtoma och familjen Dicyrtomidae. Inga underarter finns listade i Catalogue of Life.